# Lista de estados dos Estados Unidos por número de bilionários
Esta é uma lista de estados dos Estados Unidos por número de bilionários em 2016. A lista de bilionários é compilada anualmente pela revista Forbes.

## Lista

Mapa representando o número bilionários de cada estado a partir de 2016.
Legenda:
100+
21 - 99
11 - 20
6 - 10
1 - 5
0

| 100+ 21 - 99 11 - 20 | 6 - 10 1 - 5 0 |

| Posição | Estado/Região        | Número de bilionários |
| ------- | -------------------- | --------------------- |
| 1       | Califórnia           | 124                   |
| 2       | Nova Iorque          | 93                    |
| 4       | Flórida              | 44                    |
| 5       | Illinois             | 17                    |
| 3       | Texas                | 48                    |
| 7       | Connecticut          | 12                    |
| 6       | Washington           | 13                    |
| 11      | Pensilvânia          | 10                    |
| 15      | Wisconsin            | 9                     |
| 13      | Arizona              | 9                     |
| 25      | Virgínia             | 5                     |
| 23      | Minnesota            | 5                     |
| 9       | Colorado             | 10                    |
| 10      | Massachusetts        | 10                    |
| 29      | Carolina do Norte    | 3                     |
| 16      | Wyoming              | 9                     |
| 33      | Havaí                | 1                     |
| 51      | Distrito de Colúmbia | 1                     |
| 8       | Michigan             | 11                    |
| 12      | Tennessee            | 10                    |
| 19      | Nova Jérsei          | 8                     |
| 14      | Geórgia              | 9                     |
| 24      | Oklahoma             | 5                     |
| 45      | Alasca               | 0                     |
| 38      | Nova Hampshire       | 1                     |
| 21      | Ohio                 | 6                     |
| 32      | Oregon               | 2                     |
| 22      | Arkansas             | 5                     |
| 17      | Maryland             | 8                     |
| 42      | Utah                 | 1                     |
| 26      | Indiana              | 4                     |
| 31      | Nebraska             | 2                     |
| 50      | Vermont              | 0                     |
| 27      | Montana              | 4                     |
| 30      | Kansas               | 2                     |
| 39      | Rhode Island         | 1                     |
| 34      | Iowa                 | 1                     |
| 40      | Carolina do Sul      | 1                     |
| 35      | Kentucky             | 1                     |
| 20      | Missouri             | 6                     |
| 36      | Luisiana             | 1                     |
| 43      | Virgínia Ocidental   | 1                     |
| 49      | Dakota do Norte      | 0                     |
| 28      | Idaho                | 3                     |
| 18      | Nevada               | 8                     |
| 37      | Maine                | 1                     |
| 41      | Dakota do Sul        | 1                     |
| 47      | Mississippi          | 0                     |
| 48      | Novo México          | 0                     |
| 44      | Alabama              | 0                     |
| 46      | Delaware             | 0                     |
| —       | Total                | 525                   |